# Second Nature (Flying Colors)
Second Nature è il secondo album in studio del supergruppo statunitense Flying Colors, pubblicato il 29 settembre 2014 dalla Mascot Label Group.

## Tracce
Testi e musiche di Flying Colors.
1. Open Up Your Eyes – 12:24
2. Mask Machine – 6:06
3. Bombs Away – 5:03
4. The Fury of My Love – 5:10
5. A Place in Your World – 6:25
6. Lost Without You – 4:46
7. One Love Forever – 7:17
8. Peaceful Harbor – 7:01
9. Cosmic Symphony – 11:46

Tracce bonus nell'edizione di iTunes
1. Peaceful Harbor (Acoustic Version) – 6:41
2. The Fury of My Love (Acoustic Version) – 5:09

Second Nature - Video Anthology – DVD bonus nell'edizione speciale
1. Mask Machine (Music Video)
2. A Place in Your World (Music Video)
3. Extended Interviews with Flying Colors
4. Track-by-Track Commentary by the Band
5. Album Trailer

## Formazione
Gruppo
- Casey McPherson – voce, chitarra
- Steve Morse – chitarra solista
- Dave LaRue – basso
- Neal Morse – tastiera, voce, chitarra
- Mike Portnoy – batteria, voce, percussioni

Altri musicisti
- Shane Borth – strumenti ad arco (traccia 3)
- Chris Carmichael – strumenti ad arco (tracce 4 e 8)
- Eric Darken – handdrums (traccia 7)
- The McCrary Sisters – cori (tracce 8 e 9)

Produzione
- Flying Colors – produzione
- Bill Evans – produzione esecutiva, ingegneria
- Jerry Guidroz – ingegneria
- Rich Mouser – missaggio
- Paul Logus – mastering
- Jeff Fox – assistenza musicale

## Classifiche
| Classifica (2014) | Posizione massima |
| ----------------- | ----------------- |
| Belgio (Fiandre)  | 123               |
| Belgio (Vallonia) | 123               |
| Francia           | 96                |
| Germania          | 40                |
| Paesi Bassi       | 36                |
| Svizzera          | 24                |